# ГЕС-ГАЕС Кюгтай
ГЕС-ГАЕС Кюгтай (нім. Kraftwerk Kühtai) — одна із гідроелектростанцій у австрійській провінції Тіроль. Становить верхню ступінь комплексу гідроелектростанцій Зелльрайн-Зільц (нім. Kraftwerksgruppe Sellrain-Silz), до якого також відноситься ГЕС Зільц.
Станцію спорудили у період з 1977 по 1980 роки на струмках гірського масиву правобережжя річки Інн. Як верхній резервуар використовується водосховище Фінстерталь (нім. Finstertal) на потоці Фінстертальбах (нім. Finstertalbach), створене за допомогою кам'яно-накидною греблі із асфальтовим ядром висотою 150 метрів та довжиною 655 метрів, на спорудження якої пішло 4,5 млн м3 матеріалу.
Як нижній резервуар використовується водосховище Ленгенталь (нім. Längental) на струмку Недербах (нім. Nederbach) (в це сховище до речі впадає і згаданий вище Фінстертальбах). Воно має значно менший об'єм, ніж верхній резервуар — всього 3 млн м3 проти 60 млн м3 відповідно.
Машинний зал, споруджений на березі нижнього резервуару, обладнаний двома оборотними турбінами типу Френсіс, здатними видавати у турбінному режимі сукупну потужність 289 МВт при потужності 242 МВт в насосному режимі. Станція працює при напорі, який може становити від 319 до 440 метрів.